# Чувашское Бурнаево
Чувашское Бурнаево (чув. Чăваш Пăрнай) — село в Алькеевском районе Татарстана. Административный центр Чувашско-Бурнаевского сельского поселения.

## География
Находится в южной части Татарстана на расстоянии приблизительно 19 км по прямой на юг от районного центра села Базарные Матаки у речки Бурнайка.

## История
Основано в 1710-х годах. Упоминалось также как Верхнее Бурнаево. В начале XX века в селе действовали Казанско-Богородицкая церковь и церковно-приходская школа. 

## Население
Постоянных жителей было: в 1782 — 137 душ мужского пола, в 1859 — 687, в 1897 — 1274, в 1908 — 1480, в 1926 — 1329, в 1938 — 955, в 1949 — 880, в 1958 — 956, в 1970 — 927, в 1979 — 669, в 1989 — 608, в 2002 — 508 (чуваши 98 %), 398 — в 2010.